# Salut l'artiste
Pour les articles homonymes, voir Salut l'artiste (homonymie).
Pour plus de détails, voir Fiche technique et Distribution.
Salut l'artiste est un film français réalisé par Yves Robert sorti en 1973.

## Synopsis
Hommage d'Yves Robert à tout un peuple d'acteurs de second ou de troisième plan, de figurants, qui courent après les cachetons, les doublures, les doublages, les copains, les amours, les ex, la reconnaissance.

## Fiche technique
- Réalisation : Yves Robert, assisté de Daniel Janneau
- Scénario : Jean-Loup Dabadie et Yves Robert
- Dialogues : Jean-Loup Dabadie
- Photographie : Jean Penzer
- Décors : Théobald Meurisse
- Montage : Ghislaine Desjonquères
- Musique : Vladimir Cosma
- Son : Bernard Aubouy
- Production : Gaumont, Les Productions de la Guéville (Paris) - Euro International Films (Rome)
- Distribution : Gaumont Distribution
- Studios : Paris-Studios-Cinéma (Studios de Billancourt)
- Format : Pellicule 35 mm, couleur, procédé Eastmancolor
- Durée : 96 minutes
- Genre  : comédie dramatique
- Dates de sortie :
  - France : 6 décembre 1973

## Distribution

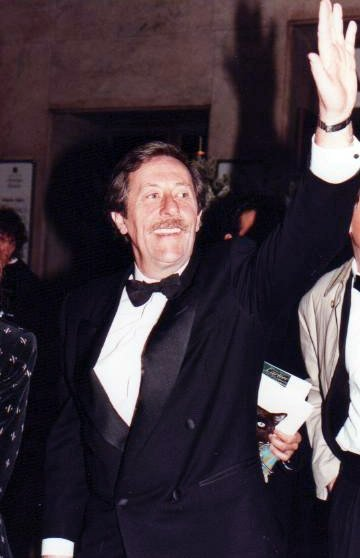
Jean Rochefort en 1991 à la 16e cérémonie des César.

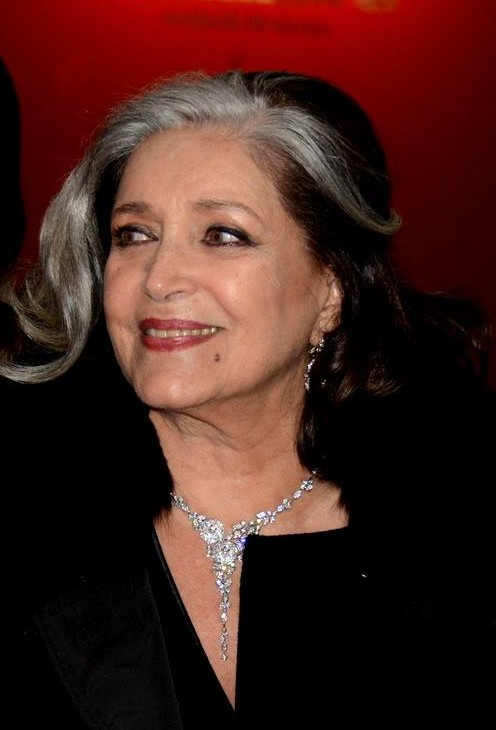
Françoise Fabian en 2014 à la des César.

- Marcello Mastroianni : Nicolas Montei
- Jean Rochefort : Clément
- Françoise Fabian : Peggy
- Carla Gravina : Elisabeth Montei
- Dominique de Keuchel  : Rodrigue Montei
- Pierre Barletta  : Louis Montei
- Evelyne Buyle : la comédienne "Bérénice"
- Tania Balachova : Mme Gromoff
- Maurice Barrier  : René, un acteur
- Georges Staquet  : Charles, un figurant
- Lise Delamare : Lucienne, une comédienne
- Yves Robert : le metteur en scène de théâtre (non crédité)
- Simone Paris: la directrice du théâtre
- Henri-Jacques Huet : le metteur en scène au bord de l'eau
- Xavier Gélin : Zeller, un jeune réalisateur (non crédité)
- Bernadette Robert  : une amie de Clément
- Pierre Moncorbier  : Simon, un acteur et machiniste
- Maurice Risch: un photographe
- Sylvie Joly : la femme du photographe
- Max Vialle  : le patron du cabaret "Le Sexy"
- Hélène Vallier  : la script à Versailles
- Jean-Denis Robert  :  l'assistant réalisateur au bord de l'eau (non crédité)
- Gérard Sire  : le metteur en scène à Versailles
- Victor Garrivier : un comédien 1ère pièce (non crédité)
- Lionel Vitrant  : un comédien 1ère pièce (non crédité)
- Louise Chevalier  : Mme Etchegaraï, accessoiriste
- Betty Beckers  : la maquilleuse au bord de l'eau
- Lucienne Legrand  : Jeanne, la maquilleuse au bord de l'eau
- Elisabeth Teissier: l'actrice de la pub Angola
- Nicole Jamet: l'actrice de la scène du café
- Daniel Delprat  : l'acteur de la scène du café
- Jane Val  : la doubleuse de dessin-animé (non créditée)
- Yves-Marie Maurin: le rameur au bord de l'eau
- Jacques Giraud  : un technicien à l'auditorium
- Michel Francini  : le maître d'hôtel
- Robert Dalban : le réceptionniste de l'hôtel
- Paul Bonifas  : un machiniste
- Philippe Bruneau  : l'assistant réalisateur à Versailles (non crédité)
- Gérard Jugnot : un technicien (non crédité)
- Jean-Pierre Elga : le vendeur à la sauvette dans le café
- Christiane Delorme  : la coiffeuse à Versailles
- Évelyne Pagès  : voix de la pub Angola

## Autour du film
Le rôle de Nicolas Montei avait été écrit pour Yves Montand mais celui-ci l'avait refusé sous prétexte que personne ne pourrait croire à un Montand « ringard », acteur de l'ombre, obligé de participer à des productions de deuxième ordre et courant les petits cachets pour subsister. C'est finalement Marcello Mastroianni qui a repris le rôle.